# Боривој Врачарић
Боривој Врачарић (Цирих, 1918 — Београд, 1997) био је лекар, учесник Народноослободилачке борбе и санитетски генерал-мајор ЈНА.

## Биографија
Рођен у Цириху 1918. године, где су се његови родитељи боравили током Првог светског рата. Убрзо по његовом рођењу, породица се преселила у Нови Сад, где је 1928. године завршио основну школу. Гимназију завршава 1936. године када је уписао Медицински факултет на коме је и дипломирао 1942. у Београду.
Други светски рат је провео помажући ратне страдалнике у Београду и околини. У тим тешким временима рано се укључује у отпор окупатору због чега је 1943. године био упућен на принудни рад у Бор, а потом у болницу за избеглу децу у Београду. После ослобођења Београда ступио је у јединице Народноослободилачке војске и тада почиње његово успешно војностручно руковођење и официрско напредовање.
По завршетку рата упућује се на специјализацију их хигијене у Лењинградску Војномедицинску академију крајем 1945. године. 1950. године постављен је за начелника Института за хигијену Завода за превентивну медицину ВМА. На тој дужности остаје до 1973. године, када долази на чело Завода за превентивну медицину ВМА. Реализовао више истраживачких пројеката, увео оригиналне доктринарне принципе, развио специфичну методологију рада и образовао већи број младих специјалиста, доктора наука и касније угледних професора. Био је један од пионира хигијене. Стручно усавршавање обавља у САД, Енглеској, Француској и Русији. Широкој лепези проблема из хигијене, као што су вода, исхрана, становање, лична опрема, физичка развијеност и кондиција војника, дао је оригиналан допринос. За његово име посебно се веже проучавање могућности коришћења дивље флоре и фауне за исхрану у условима крајње оскудице. Књига „Исхрана у природи“ у којој је приказано оригинално испитивање, доживела је бројна издања и признања, за коју је добио и награду "22. децембар".
Генерал Врачарић је био дугогодишњи члан Комисије за исхрану Савезног завода за здравствену заштиту, затим одборник Градске скупштине Београда и члан Савета за здравље. Био је генерални секретар Удружења за превентивну медицину Југославије, председник Секције за превентивну медицину Српског лекарског друштва (СЛД), члан Медицинске академије СЛД која му је одала признање за животно дело, потпредседник Друштва антрополога Југославије, члан редакције више часописа итд. Функцију начелника ВМА обављао је од 1979. до 1982. године, у време када се ВМА преселила из старих објеката у ново савремено здање. Одликован је бројним одликовањима.

## Дело
За име Боривоја Врачарића посебно се веже проучавање могућности коришћења дивље флоре и фауне за исхрану условима крајње оскудице, чији је резултат и вредна књига „Исхрана у природи”.
Таком свог радног века, поред редовних дужности на ВМА, био је:
- Члан Комисије за исхрану Савезног завода за здравствену заштиту,
- Одборник Градске скупштине Београда и члан Савета за здравље,
- Генерални секретар Удружења за превентивну медицину Југославије,
- Председник Секције за превентивну медицину Српског лекарског друштва,
- Члан Медицинске академије СЛД, која му је одала признање за животно дело,
- Потпредседник Друштва антрополога Југославије,
- Члан редакција више стручних часописа.